# William George Browne
William George Browne (Great Tower Hill (Londra), 25 luglio 1768 – 1813) è stato un esploratore inglese che viaggiò in Egitto e nel Vicino Oriente..

## Biografia
A diciassette anni fu mandato all'Oriel College di Oxford. Potendo disporre di una modesta eredità lasciatagli da suo padre, alla fine dell'università si dedicò interamente agli studi letterari.
Ma la fama dei viaggi di James Bruce e delle prime scoperte compiute dall'African Association lo indussero a voler diventare esploratore dell'Africa Centrale.
Dapprima si recò in Egitto, dove giunse ad Alessandria nel gennaio 1792. Vi trascorse del tempo visitando l'oasi di Siwa o di Giove Ammone e impiegando la restante parte dell'anno studiando arabo e visitando le rovine dell'Antico Egitto.
Nella primavera del 1793 visitò il Sinai e in maggio si avviò verso il Darfur, unendosi alla grande carovana che ogni anno percorreva la via del deserto fra l'Egitto e quel paese.
Questo fu il suo viaggio più importante, nel corso del quale acquisì la maggior quantità di informazioni originali.
In Darfur, fu trattenuto con la forza dal sultano e fu trattato con durezza. Non poté perseguire il suo desiderio di fare ritorno attraverso l'Etiopia (nota all'epoca come Abissinia).
Comunque, nel 1796, gli fu concesso di fare ritorno in Egitto.
Dopo aver trascorso un anno in Siria, giunse a Londra nel settembre 1798.
Nel 1799 pubblicò un libro con il resoconto dei suoi viaggi.
Nel 1800, Browne lasciò nuovamente l'Inghilterra e trascorse tre anni visitando la Grecia, alcune regioni dell'Asia Minore e la Sicilia.
Nel 1812, si mosse ancora una volta verso l'Oriente, con il proposito di raggiungere Samarcanda e esplorare le regioni più interessanti dell'Asia Centrale.
Trascorse l'inverno a Smirne e nella primavera del 1813 viaggiò attraverso l'Asia Minore e l'Armenia, sostò brevemente a Erzurum e, il 1º giugno, giunse a Tabriz.
Verso la fine dell'estate del 1813, lasciò Tabriz alla volta di Teheran, con l'intenzione di procedere oltre verso est, ma poco tempo dopo fu assassinato.
In seguito, furono rinvenute alcune ossa ritenute di Browne, che furono sepolte presso la tomba di Jean de Thévenot, l'esploratore francese.

## Opere principali
Nel 1799 Browne pubblicò la sua opera Travels in Africa, Egypt and Syria, from the years 1792 to 1798.
Nonostante fosse molto ricca di contenuti, il suo stile asciutto non permise a quest'opera di raggiungere una grande popolarità.
Utilizzando documenti lasciati da Browne, Robert Walpole pubblicò un resoconto del viaggio di Browne effettuato nel 1802 attraverso l'Asia Minore fino ad Antiochia e Cipro nel secondo volume del suo lavoro Memoirs relating to European and Asiatic Turkey (1820).
Inoltre nel 1802 scrisse anche Remarks written at Constantinople.